# Final da Copa Libertadores da América de 1997
A Final da Copa Libertadores da América de 1997 foi a decisão da 38° edição da Copa Libertadores da América. Foi disputado o título entre Cruzeiro, do Brasil e Sporting Cristal, do Peru nos dias 6 e 13 de Agosto. Na primeira partida, disputada no Estádio Nacional, em Lima, os dois times empataram por 0 a 0. Jogando em casa, a equipe brasileira venceu, pelo placar de 1 a 0, no Estádio Mineirão, em Belo Horizonte.

## Transmissão

### No Brasil
No Brasil os jogos foram transmitidos ao vivo pela Rede Globo na TV aberta e pela SporTV na TV por assinatura.

### No Perú
No Perú os jogos foram transmitidos também ao vivo pela América Televisión-RBC Televisión na TV aberta e pela CMD Sports na TV por assinatura.

## Caminho até a final
| Equipe           | Pts | J | V | E | D | GP | GC | SG |
| ---------------- | --- | - | - | - | - | -- | -- | -- |
| Grêmio           | 12  | 6 | 4 | 0 | 2 | 10 | 3  | +7 |
| Cruzeiro         | 9   | 6 | 3 | 0 | 3 | 6  | 5  | +1 |
| Sporting Cristal | 8   | 6 | 2 | 2 | 2 | 4  | 5  | -1 |
| Alianza Lima     | 5   | 6 | 1 | 2 | 3 | 2  | 9  | -7 |

|                  | GRE | CRU | SCR | ALI |
| ---------------- | --- | --- | --- | --- |
| Grêmio           | –   | 0-1 | 2-0 | 2–0 |
| Cruzeiro         | 1–2 | –   | 2-1 | 2-0 |
| Sporting Cristal | 1-0 | 1-0 | –   | 0-0 |
| Alianza Lima     | 0-4 | 1-0 | 1-1 | –   |

| Equipe           | Pts | J | V | E | D | GP | GC | SG |
| ---------------- | --- | - | - | - | - | -- | -- | -- |
| Grêmio           | 12  | 6 | 4 | 0 | 2 | 10 | 3  | +7 |
| Cruzeiro         | 9   | 3 | 0 | 3 | 1 | 6  | 5  | +1 |
| Sporting Cristal | 8   | 6 | 2 | 2 | 2 | 4  | 5  | -1 |
| Alianza Lima     | 5   | 6 | 1 | 2 | 3 | 2  | 9  | -7 |

|                  | GRE | CRU | SCR | ALI |
| ---------------- | --- | --- | --- | --- |
| Grêmio           | –   | 0-1 | 2-0 | 2–0 |
| Cruzeiro         | 1–2 | –   | 2-1 | 2-0 |
| Sporting Cristal | 1-0 | 1-0 | –   | 0-0 |
| Alianza Lima     | 0-4 | 1-0 | 1-1 | –   |

### Fase final
| Adversário        | Local | Placar   |
| ----------------- | ----- | -------- |
| El Nacional (pen) | Fora  | 0–1      |
| El Nacional (pen) | Fora  | 2–1(5-3) |
| Grêmio            | Casa  | 2–0      |
| Grêmio            | Fora  | 1–2      |
| Colo-Colo (pen)   | Casa  | 1–0      |
| Colo-Colo (pen)   | Fora  | 2–3(4-1) |

| Adversário      | Local | Placar |
| --------------- | ----- | ------ |
| Vélez Sarsfield | Casa  | 0–0    |
| Vélez Sarsfield | Fora  | 1–0    |
| Bolívar         | Fora  | 1–2    |
| Bolívar         | Casa  | 3–0    |
| Racing          | Fora  | 2–3    |
| Racing          | Fora  | 4–1    |

## Detalhes

### Jogo de ida
| 6 de agosto   | Sporting Cristal | 0 – 0 | Cruzeiro | Estádio Nacional, Lima                    |
| 20:10 (UTC-5) |                  |       |          | Público: 44 137 Árbitro: EQU Bryan Moreno |

| Sporting Cristal: |    |                     |                               |     |
|                   |    |                     |                               |     |
| GO                | 1  | Julio C. Balerio    | Penalizado com cartão amarelo |     |
| DF                | 19 | Manuel Marengo      |                               |     |
| DF                | 3  | Miguel Rebosio      |                               | 53' |
| DF                | 2  | Marcelo Asteggiano  |                               |     |
| DF                | 21 | Martín Vásquez      |                               | 62' |
| MC                | 4  | Jorge Soto          |                               |     |
| MC                | 6  | Pedro Garay         | Penalizado com cartão amarelo |     |
| MC                | 8  | Alfredo Carmona     |                               | 62' |
| MC                | 7  | Nolberto Solano     |                               |     |
| AT                | 18 | Luis Alberto Bonnet |                               |     |
| AT                | 11 | Julinho             |                               |     |
| Reservas:         |    |                     |                               |     |
| DF                | 15 | Erick Torres        |                               | 53' |
| AT                | 24 | Andrés Mendoza      |                               | 62' |
| MC                | 10 | Alex Magallanes     |                               | 62' |
| Treinador:        |    |                     |                               |     |
| Sergio Markarían  |    |                     |                               |     |

| Cruzeiro:     |    |                   |                               |     |
|               |    |                   |                               |     |
| GO            | 1  | Dida              |                               |     |
| DF            | 2  | Vítor             | Penalizado com cartão amarelo |     |
| DF            | 16 | Gélson Baresi     | Penalizado com cartão amarelo |     |
| DF            | 22 | Wilson Gottardo   | Penalizado com cartão amarelo |     |
| DF            | 6  | Nonato            | Penalizado com cartão amarelo |     |
| MC            | 15 | Donizete Oliveira |                               |     |
| MC            | 5  | Fabinho           |                               |     |
| MC            | 8  | Ricardinho        |                               |     |
| MC            | 10 | Palhinha          |                               | 89' |
| AT            | 9  | Cleison           | 89'                           |     |
| AT            | 23 | Marcelo Ramos     |                               | 77' |
| Reservas:     |    |                   |                               |     |
| AT            | 19 | Da Silva          |                               | 77' |
| AT            |    | Tico              |                               | 89' |
| Treinador:    |    |                   |                               |     |
| Paulo Autuori |    |                   |                               |     |

### Jogo de volta
| 13 de agosto  | Cruzeiro      | 1 – 0 | Sporting Cristal | Estádio Mineirão, Belo Horizonte              |
| 21:40 (UTC-3) | Elivelton 75' |       |                  | Público: 95 472 Árbitro: ARG Javier Castrilli |

| Cruzeiro:     |    |                   |     |     |
|               |    |                   |     |     |
| GO            | 1  | Dida              |     |     |
| DF            | 2  | Vítor             |     |     |
| DF            | 16 | Gélson Baresi     |     |     |
| DF            | 22 | Wilson Gottardo   |     |     |
| DF            | 6  | Nonato            | 70' |     |
| MC            | 15 | Donizete Oliveira |     |     |
| MC            | 5  | Fabinho           | 37' |     |
| MC            | 8  | Ricardinho        |     | 71' |
| MC            | 10 | Palhinha          |     |     |
| AT            | 20 | Elivélton         |     | 75' |
| AT            | 23 | Marcelo Ramos     |     |     |
| Reservas:     |    |                   |     |     |
| AT            | 19 | Da Silva          |     | 71' |
| Treinador:    |    |                   |     |     |
| Paulo Autuori |    |                   |     |     |

| Sporting Cristal: |    |                     |     |     |
|                   |    |                     |     |     |
| GO                | 1  | Julio C. Balerio    |     |     |
| DF                | 4  | Jorge Soto          |     |     |
| DF                | 19 | Manuel Marengo      |     |     |
| DF                | 2  | Marcelo Asteggiano  |     |     |
| DF                | 15 | Erick Torres        |     | 73' |
| MC                | 16 | Julio Rivera        | 66' |     |
| MC                | 6  | Pedro Garay         |     |     |
| MC                | 20 | Prince Amoako       |     | 56' |
| MC                | 7  | Nolberto Solano     | 30' |     |
| AT                | 18 | Luis Alberto Bonnet |     | 85' |
| AT                | 11 | Julinho             |     |     |
| Reservas:         |    |                     |     |     |
| MF                | 8  | Alfredo Carmona     |     | 56' |
| DF                | 5  | Roger Serrano       |     | 73' |
| AT                | 22 | Ismael Abrahamson   |     | 85' |
| Treinador:        |    |                     |     |     |
| Sergio Markarían  |    |                     |     |     |